# Internet in Indonesien
Das Etablieren von Internetverbindungen und virtuellen Vernetzungsmöglichkeiten sollte auch in Indonesien ein wichtiger Schritt zur Modernisierung und zum Anschluss an die westlichen Industrieländer sein. So baute der damalige Technologie- und Forschungsminister Bacharuddin Jusuf Habibie Stipendienprogramme für Indonesier auf, die sich im Ausland das nötige technische Wissen aneignen sollten, um schließlich auch in Indonesien einen der Ende der 1980er Jahre vor allem in Südostasien viel besungenen „Multimedia-Korridore“ einzurichten. Die aus dieser Förderungspolitik  entsprungenen indonesischen Fachkräfte, die sogenannten Habibies Kids, begannen ab 1986 das inter-universitäre Netzwerk IPTEKnet aufzubauen, das sich aus den javanischen Spitzenuniversitäten Universitas Indonesia (UI) in Jakarta, Institut Teknologi Bandung (ITB), der Gadjah-Mada-Universität (UGM) in Yogyakarta sowie dem Institut Teknologi Surabaya (ITS) zusammensetzte. Ab 1994 wurde IPTEKnet zum ersten öffentlichen Internetprovider und blieb bislang der größte nichtkommerzielle Internet Service Provider (ISP) Indonesiens.

## Nutzerstruktur
Für Privatpersonen allerdings war das Internet zu der Zeit kaum erschwinglich und die Zugänge beschränken sich hauptsächlich auf Universitäten und Regierungseinrichtungen. So blieb Indonesien bis 1997 eines der am wenigsten vernetzten Länder in Südostasien. Im Jahre 1995 wurde mit »RADNET« der erste private Service Provider gegründet. Das führte im darauf folgenden Jahr vor allem auf Java zu einem relativ schnellen Verbreitung der privaten Internetnutzung. Die Zahl der registrierten Benutzer verdreifachte sich fast von 15.000 im Jahre 1995, verteilt auf fünf ISPs, auf 40.000 Ende 1996. Die Accounts wurden oft von mehreren Menschen geteilt, so dass die „Dunkelziffer“ der tatsächlichen User vermutlich viel höher lag. Der Anteil der Menschen mit Internetzugang an der Gesamtbevölkerung von über 200 Millionen Menschen war allerdings verschwindend gering.
Private ISPs bekamen leicht die nötigen Lizenzen. Im Gegensatz zu den Auflagen gegenüber Medienunternehmen gab es kaum staatliche Bestimmungen über die Nutzung und das Anbieten von Internetservices. Im Jahre 1996 neu verabschiedeten Gesetz zur Nachrichtenverbreitung fand das Internet nicht einmal Erwähnung. Die meisten Anbieter waren an bereits bestehende, große Medienkonglomerate angeschlossen, um entsprechende finanzielle Rückendeckung zu erhalten.
Verlässliche Statistiken zur Internetnutzung gab es zu Beginn kaum. Mitte der 1990er sind die meisten Benutzer vor allem in der Region Jakarta – Bandung verzeichnet. Über 90 % der Nutzung diente geschäftlichen oder universitären Zwecken oder ging auf Regierungsseiten. Der verschwindend geringe Restanteil am indonesischen Web verteilte sich auf Nichtregierungs-Organisationen, Forschungsinstitute und private Nutzung.

## Internetcafés
Populärer und alltagstauglicher wurde das Internet mit der Eröffnung von Internetcafés, sogenannten warnets. Die ersten drei öffneten im September 1996 in Yogyakarta und verbreiteten sich zunächst vor allem in den Universitätsstädten auf Java. Auch die indonesische Post eröffnete Internetcafés, die staatlichen Wasantara-net. Das Ziel sollte sein, das Internet als paralleles Kommunikationsmedium zu Telefon und Fax als Teil des 5. nationalen Entwicklungsplanes Repelita V indonesienweit zu verbreiten.

## Zensur
Die Erfolge, das Internet bezüglich „gefährlicher“ Inhalte zu kontrollieren, blieben gering. Politische und pornografische Inhalte werden von der Regierung (theoretisch) nicht geduldet. Jedoch macht es die technische Ausstattung der Regierungsbehörden und die rasende Entwicklung der Computer- und Internetnutzung sowie mangelndes Interesse seitens der Regierung, das Internet unter staatliche Kontrolle zu bringen, politischen Aktivisten leicht, das Internet für Informationskampagnen gegen den amtierenden Präsidenten Suharto zu nutzen. So entziehen sich die Informationen im Cyberspace der staatlichen Kontrolle, der v. a. Indonesier ausgesetzt sind. Vor allem die mailingliste Indonesia-L, besser bekannt als Apakabar, tat sich in der Anfangszeit des Internet-Aktivismus in Indonesien hervor.

## Behördliche Zuständigkeiten
Die ministerialen Zuständigkeiten sind nicht eindeutig geklärt. Das Internet als Informations- und Telekommunikationsmedium unterliegt zum einen dem Informationsministerium, der Propaganda- und Zensurbehörde der Neuen Ordnung. Auf der anderen Seite untersteht das Internet als Kommunikationsmedium gleichzeitig dem Ministerium für Post, Telekommunikation und Tourismus. Besonders seit der Teilprivatisierung des Telekommunikationssektors 1989 vertritt dieses Ministerium zunehmend auch internationale Wirtschaftsinteressen. Liberale Politik soll Indonesien als Wirtschaftsstandort für ausländische Investoren attraktiv machen, der Ausbau des Internets als globales Kommunikationsmedium sei dafür unabdingbar.
Das Militär hingegen startet als Reaktion auf die immer lauter werdenden kritischen Stimmen aus dem Cyberspace eine Gegenkampagne zur „Richtigstellung falscher Informationen“, die angeblich auf alternativen Seiten im Internet kursieren. So äußert sich Edi Sudarajat, der Verteidigungs- und Sicherheitsminister, zur Eröffnung der Homepage der indonesischen Streitkräfte ABRI wie folgt:
„Through Hankam-Net it is hoped that the deep-seated symptoms of crisis and erosion of nationalism as a consequence of the impact of globalization, which is difficult to resist, can be countered by the broadcasting of heroic and patriotic information via Internet to mobilize devotion to the Indonesian Nation and State.“

## Das Internet und die Ereignisse von 1998
Dem Internet als Ort alternativer Informationen und offenem Meinungsaustausch die zentrale Rolle bei den Ereignissen, die im Mai 1998 zum Sturz Suhartos führten, zuzuschreiben, mag übertrieben sein. Immerhin hatte nur knapp ein Prozent der indonesischen Bevölkerung Zugang zum Internet. Dennoch spielte es eine nicht zu unterschätzende Rolle beim Aufbau einer Widerstandsbewegung, deren Arbeit sich vielmals im zunächst 'sicheren' Cyberspace abspielte. Diese virtuelle Opposition trug einen nicht zu vernachlässigenden Anteil zur Demokratisierung Indonesiens bei.
Vor allem in den Jahren nach 1994, seit dem Lizenzentzug der Wochenmagazine TEMPO, Editor und Detik wuchs ein enormes Bedürfnis nach kritischer Berichterstattung, die das Internet durch die gewährleistete Anonymität und der damit verbundenen Sicherheit vor Zensur- und Repressionsmaßnahmen bieten konnte. Durch die begrenzte Reichweite des Internets innerhalb der indonesischen Gesellschaft fiel der zusätzlichen, nichtvirtuellen Verbreitung der Informationen aus dem Cyberspace ebenfalls eine tragende Rolle zu, so dass bei den Protesten gegen Präsident Suharto im Mai, eine Massenbewegung entstand, die weit über den studentischen Mobilisationskreis als Hauptgruppe der Internetnutzer hinausging.
Doch auch konventionelle, staatstreue Medien machten sich das Internet zunutze. MacDougall, der Gründer der Apakabar-Mailingliste bemerkte, dass bereits Ende 1996 von 86 registrierten Zeitungen 30 entweder bereits online waren oder doch zumindest kurz davor waren, Onlineausgaben herauszubringen.
Zwischen 1996 und 1998 entstanden immer mehr pro-demokratische, anti-Suharto Bewegungen, die im Internet eine geeignete Kommunikations- und Vernetzungsplattform fanden auf der, geschützt durch Verschlüsselungen oder durch ausländische Server, alternative Informationen ins Land transferiert werden konnten, die von der Regierung nicht mehr zu kontrollieren waren. Versuche seitens der Regierung, einschlägige Mailinglisten oder Foren zu schließen wurden mit der Entstehung weiterer alternativer Listen beantwortet. Auch viele Printmedien wichen freiwillig oder unfreiwillig auf das Internet aus, um der Zensurbehörde der Neuen Ordnung zu entgehen. Neben den 1994 verbotenen Wochenzeitschriften Editor, Detik und Tempo, die zwei Jahre später ihre journalistische Arbeit und ihre Publikationen auf das Internet verlagerten, wechselte auch Pijar, eine indonesische Menschenrechtsorganisation, von seiner gedruckten Infozeitschrift zu einer Mailingliste, die Ende der 1990er Jahre als KdP (Kabar dari Pijar – Nachrichten von Pijar) zusammen mit der Apakabar-Liste große politische Bedeutung erlangte.
Bis zur Asienkrise im Herbst 1997 waren etwa 20 indonesische NGOs miteinander online vernetzt und hatten Homepages, Diskussionsforen und Mailinglisten. Das bildete eine wichtige Grundlage für die Organisation und Mobilisierung der Anti-Suharto-Proteste, die im Mai 1998 zum Sturz des Diktators führten. Selbst ehemals regimetreue, konservative Zeitungen, Radio- und Fernsehstationen brachten Bilder und Berichte von den Protesten.

## Reformasiund aktuelle Entwicklungen des Internets
Von 1998 bis 2001 verdoppelte sich die Zahl fast jährlich; von 512 000 auf knapp 5 Mio. 2002 stagnierte die Zahl der User, bis sie 2004 über 8 Mio. zählte. Im darauf folgenden Jahr wurde erstmals die 10 Mio. Grenze überschritten und gemäß den Angaben der APJII stieg sie bis 2007 jedes Jahr um rund 5 Mio. an, bis sie Ende 2007 schließlich auf 25 Mio. indonesienweit geschätzt wurde.

### Nutzung
Ein Argument von Hill und Sen zur Entwicklung der Internetnutzung in Indonesien ist, dass das Internet nach den Liberalisierungsgesetzen 1998 seine Durchschlagskraft als alternatives Nachrichtenforum verloren hat. Unter Suharto genoss das Internet das Privileg, als einziges Informationsmedium unzensierte Nachrichten anbieten zu können. Nun können auch Print- und elektronische Medien nichtstaatliche Nachrichten senden. Es scheint sich vermehrt zum Spaß- und Unterhaltungsmedium zu entwickeln.
Hauptsächlich wird das Internet als Kommunikations- und Unterhaltungsmedium, zum E-Mail-Schreiben, Chatten oder für Onlinenetzwerke, wie facebook, oder das in Indonesien gängigere Format friendster genutzt. Laut einer Studie von James Harkness gaben je über 40 % seiner befragten User an, das Internet zum Chatten oder zu Unterhaltungszwecken zu nutzen, gefolgt vom Lesen von Lifestyle- und Sportmagazinen und Nachrichten. Lediglich 14 % suchten online politische Informationen. Neben den Seiten der gängigen E-Mail-Anbieter stehen pornografische Seiten ganz oben auf der Liste der aufgerufenen Seiten. Mit Ausnahme von letzterem ist ein Großteil der aufgerufenen Seiten auf Bahasa Indonesia, was nicht verwundern sollte, zieht man die eher geringe Zahl englischsprechender Indonesier in Betracht. Auch Online-Dating wird immer populärer. Das Internet schafft durch (private) Chatrooms Freiräume, die es besonders Jugendlichen einfacher machen, mit gegengeschlechtlichen Gesprächspartnern in Kontakt zu kommen. Hier zeigt sich das Potenzial des Internets nicht nur staatlicher Kontrolle zu entgehen, sondern auch moralischer, durch Eltern und andere nichtstaatlicher Autoritäten.
Auch die indonesische Regierung macht sich das Internet vermehrt zu Nutze, um ihre Politik und Positionen zu rechtfertigen und national und international ihr Ansehen zu wahren und sich modern zu präsentieren.

### Infrastruktur
Bemühungen der Regierung, das Internet indonesienweit für alle zugänglich zu machen, gehen langsam voran. Der zuständige Direktor am Bildungsministerium Gatot H. P. veranlasste, dass in 2001 ein Viertel der Berufsschulen mit Internet ausgestattet wurden. Durch gemeinsam genutzte Netzwerke können die Kosten für die Schüler zu zwischen 1000 und 5000 Rupiah monatlich umgelegt werden. Klein- und mittelständische Internetunternehmen arbeiten mit Schulen zusammen, um die entsprechende Infrastruktur aufzubauen.
Das von Onno Purbo 2002 formulierte Ziel, in vier bis fünf Jahren könnten über 20 Millionen Indonesier Zugang zum Internet haben, scheint erreicht. Bis Ende 2008 wurden 35 Millionen Internet-Nutzer im Archipel erwartet.